# Michaela Bilgeri
Michaela Bilgeri (* 1982 in Hittisau, Bregenz) ist eine österreichische Sprecherin, Theater- und Filmschauspielerin. 

## Leben
Bilgeri stammt aus Vorarlberg und studierte Schauspiel und Germanistik in Wien. Bis 2007 absolvierte sie ein Studium an der Wiener Schauspielschule Pygmalion. Sie begann bereits früh, in Kurzfilmen mitzuwirken und eigene Produktionen auf die Bühne zu bringen. Als Schauspielerin war sie bereits im Theater Pygmalion, Rabenhof Theater, Wiener Volksbühne, Werk X, Festspielhaus Bregenz, Kosmos Theater und Spielboden Dornbirn zu sehen.
Seit 2012 ist Bilgeri Mitglied im aktionstheater ensemble unter der Leitung von Martin Gruber, das zwei Mal für den Nestroy-Theaterpreis nominiert war und für „Kein Stück über Syrien“ 2016 den Preis in der Kategorie „Beste Off-Produktion“ erhielt. 
Sie ist Teil des Organisationsteams von FAQ Bregenzerwald, und leitet die Landjäger Kürzestfilm Festspiele des Landjäger Magazins, die 2025 im Gartenbaukino stattfanden. Michaela Bilgeri lebt heute in Wien.

## Theater
- 2012: „Salz Burg“ (aktionstheater ensemble)
- 2012: „Romanistan/Wandern“ (aktionstheater ensemble)
- 2013: „Werktagsrevolution“ (aktionstheater ensemble, Regie: Martin Gruber)
- 2013: „Drei Sekunden“ (aktionstheater ensemble)
- 2014: „Pension Europa“ (aktionstheater ensemble, Regie: Martin Gruber)
- 2015: „Riot Dancer“ (aktionstheater ensemble, Regie: Martin Gruber)
- 2015: „Kein Stück über Syrien“ (aktionstheater ensemble, Regie: Martin Gruber)
- 2016: „Jeder Gegen Jeden“ (aktionstheater ensemble, Regie: Martin Gruber)
- 2016: „Immersion. Wir verschwinden“  (aktionstheater ensemble, Regie: Martin Gruber)
- 2017: „Swing: dance to the right“ (aktionstheater ensemble)
- 2017: „Macht und Rebel“ (Werk X)
- 2017: „Benefiz – Jeder rettet einen Afrikaner“ (Kosmos Theater)[4]
- 2018: „Vier Stücke gegen die Einsamkeit“ (aktionstheater ensemble)
- 2019: „6 Frauen 6 Männer“ (aktionstheater ensemble)
- 2019: „Wie geht es weiter – die gelähmte Zivilgesellschaft“ (aktionstheater ensemble)
- 2020: „Baal“ (Werk X)
- 2020: „Bürgerliches Trauerspiel“ (aktionstheater ensemble)
- 2022: „Die große Show“ (aktionstheater ensemble)
- 2022: „Lüg mich an + spiel mit mir“ (aktionstheater ensemble)
- 2022: „Die große Pension Europa Show“ (aktionstheater ensemble)
- 2023: „Morbus Hysteria“ (aktionstheater ensemble)
- 2023: „Alles normal“ (aktionstheater ensemble)

## Filmografie
- 2021: Tatort: Verschwörung (TV), Regie: Claudia Jüptner-Jonstorff
- 2020: SOKO Kitzbühel: 2 Fliegen (TV), Regie: Claudia Jüptner
- 2010:	Dark Loop (Kurzfilm), Regie: Georg Sokol Leitgeb
- 2010:	In the Cage (Kurzfilm), Regie: Christina Hofstätter
- 2010:	Making Of (Kurzfilm), Regie: Christian Gerber
- 2010:	Making of (Kurzfilm), Regie: Christian Kerber
- 2009:	Clockblockers (Kurzfilm), Regie: Jonny Roth
- 2009:	Slant (Kurzfilm), Regie: Mathias Längauer
- 2008:	Mein Nachbar (Kurzfilm), Regie: Bernhard Bornatowicz
- 2007:	Change (Kurzfilm), Regie: Johannes Müller
- 2006:	Drei Frauen (Kurzfilm), Regie: Natalie Schwager
- 2005:	Night (Kurzfilm), Regie: Ip Wischin

## Auszeichnungen
- 2013 Nachwuchsschauspielerpreis Vorarlberg
- 2013 Fördergabe für Kunst des Landes Vorarlberg[5]
- 2015 Gewinnerin Kulturpreis Vorarlberg[6]
- 2016: Nestroy Theaterpreis mit dem aktionstheater ensemble („Kein Stück über Syrien)“